# Baby Not on Board
Baby Not on Board («Ребёнок не с нами») — четвёртая серия седьмого сезона мультсериала «Гриффины». Премьерный показ состоялся 2 ноября 2008 года на канале FOX.

## Сюжет
Питер с друзьями посещают массажный спа-салон. После него они заходят в магазинчик, где работает Крис. Там сын делится с отцом своей проблемой: на уроке физкультуры «у него втянулось в тело одно яичко и не вылазит обратно». Но Питер глух к проблемам сына, а лишь вымогает у хозяина магазина бесплатную бензиновую карту на год, чтобы не подавать на них в суд (— Ваш сотрудник говорит со мной о сексе! Он показывает мне свои причиндалы!)
Поняв, что он теперь вдоволь обеспечен топливом, Питер покупает Шаттл и отправляется на три дня в космос прямо со своего двора. Когда он возвращается, семья решает осуществить путешествие к Гранд-Каньону. Сборы проходят рано утром, и сонный Стьюи, неправильно оценив действия родителей, возвращается из машины досыпа́ть в дом, а остальные с Брайаном, Мег и Крисом уезжают.
Проснувшись несколько часов спустя, Стьюи наслаждается свободной жизнью. Родители обнаруживают его отсутствие в машине лишь в Нью-Йорке, куда заехали, чтобы почтить память погибших 11 сентября. Лоис хочет немедленно возвращаться, но Брайан подсказывает здравое решение: позвонить их соседям, Кливленду и Куагмиру, чтобы они проведали малыша, а может, и побыли с ним до возвращения Гриффинов.
Кливленд и Куагмир заходят в дом, но Стьюи, принявший их за грабителей, обезвреживает приятелей прямо на пороге, и заточает их в подвале. Лоис беспокоится, что от них нет вестей, и вынуждает всех повернуть обратно. В пути Питер увлекается просмотром телевизора в попутной машине, и их автомобиль разбивается.
Вскоре в доме Гриффинов заканчиваются еда и подгузники, и Стьюи принимает решение выходить на работу, чтобы прокормить себя. Он устраивается на работу в «МакБургертаун», однако его быстро оттуда увольняют за то, что он ест казённые фишбургеры на кухне.
Тем временем Гриффины пытаются добраться домой на поезде. Питер тратит деньги на билеты на колечки для душа, но Брайану удаётся договориться с водителем попутки.
Стьюи в отчаянии, и уже готов умереть голодной смертью, когда возвращается его семья. Куагмир и Кливленд продолжают висеть в подвале, бесконечно просматривая программу обучения пользованию пультом дистанционного управления.

## Создание
Премьеру эпизода посмотрели 9 970 000 зрителей.
Автор сценария: Марк Хентеманн
Режиссёр: Джулиус Ву
Композитор: Уолтер Мёрфи
Приглашённые знаменитости: Джон Бенджамин (в роли Карла)
Регулярные критики, разойдясь во мнениях, в целом, дали среднюю оценку эпизоду.